# Берёзовый (Могилёвский район)
Берёзовый — посёлок в Заводскослободском сельсовете Могилёвского района Белоруссии.

## Географическое положение
Расположен в 22 км к юго-западу от Могилёва, вблизи железной дороги Могилёв — Осиповичи. Ближайшие насеселённые пункты Вендорож, Большое Хоново, Малое Хоново.